# O Jovem Tataravô
O Jovem Tataravô é um filme brasileiro do gênero comédia de 1936, dirigido por Luiz de Barros e produzido pela companhia cinematográfica Cinédia. O roteiro do longa foi baseado na peça teatral "O Tataravô", de Gilberto de Andrade, exibida pela primeira vez em 1926. O filme conta a história de Victor Eulálio, interpretado por Marcel Klass, tataravô de Eduardo, interpretado por Darcy Cazarré, que morreu em 1832. Mais de 100 anos depois, graças a um pozinho mágico, Victor volta ao mundo, causando várias confusões por onde passa.
Lançado em 14 de setembro de 1936, no Cinema Odeon, no Rio de Janeiro, é considerado um dos primeiros filmes brasileiros a apresentar cenas tomadas ao ar livre, com movimento e sonorização, graças ao auxílio de câmeras sonoras portáteis, que faziam parte do novo aparelhamento importado pela Cinédia, o novo Akeley Recorder. Foi um dos precursores das chanchadas, gênero que seria mais explorado pela Atlântida Cinematográfica. Barros regravou o longa em 1957, dessa vez com o título de "Um Pirata do Outro Mundo".
Entrou para a lista dos 100 melhores filmes brasileiros de cinema fantástico da Associação Brasileira de Críticos de Cinema (ABRACCINE).

## Sinopse
A história conta as peripécias de Victor Eulálio, que morreu em 1832 e é trazido de volta à vida por seus descendentes, que se utilizam de uma "caixa de segredos" que teria pertencido a Tomé de Souza. Ao despertar no Brasil da década de 1930, ele se mostra mais avançado que seus tataranetos, especialmente no que diz respeito à sexualidade.

## Elenco[2]
- Marcel Klass como Victor Eulálio, o jovem tataravô
- Dulce Weytingh como Loura Dora
- Darcy Cazarré como Eduardo
- Luíza Fonseca como Esposa de Eduardo
- Manoel F. de Araújo como Dono do cabaré
- Alfredo Silva como Amigo careca
- Gina Bianchi como Russa
- Louie Cole como Oswaldo Viana
- Arnaldo Coutinho como Marido
- Juracy de Oliveira como Empregada
- Carlos Frias como Noivo de Dora
- Manoel Rocha como Amigo
- Lygia Sarmento como Senhora moderna
- Georgina Teixeira como Mulher do Comendador
- Manoelino Teixeira como Comendador
- Castro Viana como Leiloeiro
- Ben Wright como Rapaz louro

## Lançamento
O Jovem Tataravô teve seu lançamento no Rio de Janeiro, no Cinema Odeon, em 14 de setembro de 1936, tendo como complemento o curta-metragem de documentário "O Dia da Raça", de João Stamato, também produzido pela Cinédia.